# Achunowo (rejon uczaliński)
Achunowo (ros. Ахуново) – wieś (sieło) w Rosji, w Baszkortostanie, w rejonie uczalińskim. W 2010 liczyła 2449 mieszkańców.